# Glypta magnifica
Glypta magnifica är en stekelart som beskrevs av Dasch 1988. Glypta magnifica ingår i släktet Glypta och familjen brokparasitsteklar. Inga underarter finns listade i Catalogue of Life.